# 한국공학기술연구원
한국공학기술연구원(KETRI Co., Ltd.)은 대한민국 전라남도 순천시에 본사를 둔 정보통신기술 기업이다. 2008년에 설립되었으며, 인공지능(AI), 사물인터넷(IoT), 스마트 교육, 가상현실(VR), 증강현실(AR), 머신러닝(ML), 클라우드 컴퓨팅 등 첨단 기술을 기반으로 한 응용 솔루션을 개발하고 있다.

## 개요
한국공학기술연구원은 소프트웨어 개발을 기반으로, 산업 자동화, 교육 기술, 공공서비스 개선 분야에 특화된 연구와 개발을 수행하고 있다. 특히 AI 및 IoT 기술을 융합한 스마트 교육 시스템, 환경 모니터링 솔루션, 자동화 제어 시스템 등 다양한 기술 응용 제품을 개발하여 교육 기관과 공공기관에 공급하고 있다.

## 주요 사업
- 스마트 교육 시스템 개발
- IoT 기반 산업 자동화 솔루션
- 가상현실 및 증강현실 콘텐츠 개발
- 머신러닝 기반 데이터 분석 시스템
- 디지털 트윈 시뮬레이션 및 원격 제어 기술
- 공공기관 및 기업용 업무지원 시스템

## 주요 제품 및 서비스
- 이티보드: 초·중등 교육용 하드웨어 및 소프트웨어 키트로, IoT 및 블록코딩 학습에 활용된다.
- 휠케어 VR: 휠체어 사용자 대상 VR 기반 이동 훈련 시스템
- 조선명탐정 AR: 역사 기반 증강현실 교육 콘텐츠
- 육묘장 관리 시스템: 스마트 농업 환경 제어용 IoT 플랫폼
- 노무사 자동화 시스템: 인사 및 노무 관리를 위한 업무지원 소프트웨어
- AutoCAD 도면 채점 솔루션: 머신러닝 기반 설계도 자동 채점 시스템

## 지역 기반 활동
전라남도 지역을 중심으로, 디지털 배움터 및 AI 전시체험관, 스마트팜 실습 시스템 등 지역 공공사업에도 참여하고 있으며, 고령층 및 장애인을 위한 키오스크 교육 콘텐츠도 개발하고 있다.